# 沙丁魚
沙丁魚（学名：Sardina pilchardus），又稱薩丁魚、鰛、鰮和鰯，是沙丁鱼属的唯一物种，属于鲱形目鲱科，本种小者長二英寸，大者英尺許，下顎較上顎略長，齒不顯，背蒼腹白。最初在義大利薩丁尼亞捕獲而得名，古希臘语稱其「sardonios」意即「來自薩丁尼亞島」。由於魚身太小，又容易腐壞，在市場上通常賣不到好價錢，所以多用來製作沙丁魚罐頭，葡萄牙及摩洛哥是沙丁魚罐頭的主要產地。

## 別名
在日本東北地區因為魚身上有不一定數量的黑點又被稱為七星。臺灣南部稱之三元魚。

## 分類
本属归类被于鲱形目、鲱亚目、鲱科、西鲱亚科，近缘类群有西鲱属（Alosa）、油鲱属（Brevoortia）及拟沙丁属（Sardinops）。

### 同名异物
一般通稱的沙丁魚不是單指一種魚，而是泛指被做成罐頭的海洋表面活動之小型魚。根據聯合國糧食及農業組織和世界衛生組織成立的國際食品法典委員會訂立國際食品標準，世界上共有21種可以稱為沙丁魚的小型魚類，包括壽南小沙丁魚、鯡魚、大西洋鯡魚、皮爾撤德魚、油鯡、小鯡魚、南美擬沙丁魚等，最遠橫跨了不同的屬別。然而生物學上只有學名的魚類才是真正的「沙丁魚」，於販售時也能單純稱作「沙丁魚」而不需加上祕魯等地域名稱。

## 棲息海域
沙丁魚屬集群性洄游魚類。分佈於東北大西洋、地中海沿岸。沙丁魚又分2亞種，即歐洲沙丁魚，頭長為體長的20%至23%，見於歐洲沿海和非洲西北岸。地中海沙丁魚，頭長為體長的18.5%～21%，見於地中海、黑海沿岸。

### 其它近缘种分布
擬沙丁魚屬集群性洄游魚類。分佈於東太平洋美洲沿岸、西太平洋亞洲沿岸及非洲南部沿海，有5種。常見有遠東擬沙丁魚，產於日本、朝鮮、中國、俄羅斯堪察加沿海。加州擬沙丁魚，產於北美太平洋沿岸。南美擬沙丁魚，產於南美秘魯與智利沿海。南非擬沙丁魚，產於南非及納米比亞沿海。澳洲擬沙丁魚，產於澳洲南部及紐西蘭。

## 外觀特徵
沙丁魚屬的鰓蓋骨上有顯著放射狀隆起線，小沙丁魚屬的鰓蓋骨上則無隆起線，但肩帶前方具兩個皮質突起。臀鰭最後二鰭條擴大或稍擴大。沙丁魚屬體側圓鱗大小不一，下鰓耙在鰓弓彎曲處長度一致，不形成短鰓耙，上頜骨不伸達眼中央下方。擬沙丁魚屬體側圓鱗大小一致，下鰓耙在鰓弓彎曲處有若干根，很短小，上頜骨向後伸達眼中央下方。

## 營養價值
沙丁魚含有豐富的DHA，能預防膽固醇過高及心臟病、血栓病。
- 罐頭裡面的沙丁魚
- 沙丁魚菜餚
- 烤沙丁魚

## 外部連結
- 吃海鮮的學問 （页面存档备份，存于）
- 保存沙丁魚 （页面存档备份，存于）